# Опалениська
Опалениська (пол. Opaleniska) — село в Польщі, у гміні Гродзисько-Дольне Лежайського повіту Підкарпатського воєводства.
Населення — 274 особи (2011).
У 1975-1998 роках село належало до .

## Демографія
Демографічна структура станом на 31 березня 2011 року:
|          | Загалом | Допрацездатний вік | Працездатний вік | Постпрацездатний вік |
| -------- | ------- | ------------------ | ---------------- | -------------------- |
| Чоловіки | 139     | 28                 | 95               | 16                   |
| Жінки    | 135     | 20                 | 76               | 39                   |
| Разом    | 274     | 48                 | 171              | 55                   |